# Camps-la-Source
Camps-la-Source är en kommun i departementet Var i regionen Provence-Alpes-Côte d'Azur i sydöstra Frankrike. Kommunen ligger i kantonen Brignoles som tillhör arrondissementet Brignoles. År 2022 hade Camps-la-Source 1 920 invånare.

## Befolkningsutveckling
Antalet invånare i kommunen Camps-la-Source
| Referens: INSEE |